# Dares
A Dares a rovarok (Insecta) osztályának a botsáskák (Phasmatodea) rendjéhez, ezen belül a Heteropterygidae családjához és a Dataminae alcsaládjához tartozó nem.

## Rendszerezés
A nembe az alábbi fajok tartoznak:
- Dares breitensteini
- Dares kinabaluensis
- Dares mjobergi
- Dares murudensis
- Dares navangensis
- Dares philippinensis
- Dares planissimus
- Dares subcylindricus
- Dares ulula - szinonimák: Dares (Dares) calamita, Dares (Dares) corticinus
- Dares validispinus
- Dares verrucosus
- Dares ziegleri